# Nossa Senhora do Socorro
Nossa Senhora do Socorro est une ville brésilienne de l'est de l'État du Sergipe.

## Géographie
Nossa Senhora do Socorro se situe par une latitude de 10° 51′ 18″ sud et par une longitude de 37° 07′ 34″ ouest, à une altitude de 36 mètres.
La municipalité fait partie de la région métropolitaine d'Aracaju.
Sa population était de 148 325 habitants au recensement de 2007. La municipalité s'étend sur 158 km2.
Elle fait partie de la microrégion d'Aracaju, dans la mésorégion Est du Sergipe.

## Maires
| Période | Période | Identité                           | Étiquette | Qualité |
| ------- | ------- | ---------------------------------- | --------- | ------- |
| 2004    | 2008    | José do Prado Franco Sobrinho      | PDT       |         |
| 2008    | 2012    | Fábio Henrique Santana de Carvalho | PDT       |         |